# Rockman and Forte: Mirai kara no Chōsensha
Rockman and Forte: Mirai kara no Chōsensha (ロックマン&フォルテ 未来からの挑戦者, Rokkuman ando Forute: Mirai kara no Chōsensha) est un jeu d'action-plates-formes pour la console portable WonderSwan. Le jeu est seulement publié au Japon le 21 octobre 1999 et fait partie de la série originale Mega Man (Rockman),.

## Système de jeu
Le gameplay est semblable au jeu précédent, Mega Man and Bass, qui a finalement été publié tardivement sur Game Boy Advance aux États-Unis et en Europe. Deux personnages joueurs sont disponibles : Mega Man et Bass. Mega Man se déplace et ses actions sont comme à l'accoutumée. Cependant, Bass est différent, comme dans le jeu précédent, avec une arme standard de tir rapide qui ne peut pas être utilisé en mouvement, ainsi que la capacité de charge (Dash) (similaire à la série Mega Man X) et le double saut. Une différence notable dans le gameplay réside dans le fait que les Robot Masters ne possèdent pas une courte période d'invincibilité après avoir été endommagés, ce qui permet au joueur de les toucher continuellement lorsque cela est possible. Une caractéristique unique à la WonderSwan est également un troisième ensemble de commandes situées au-dessus des contrôles directionnels traditionnels qui permettaient à certains jeux d'être joués avec l'écran orienté verticalement. Lors de la sélection d'Aircon Man, le joueur doit changer l'orientation de l'appareil, car le niveau est joué verticalement,. Enfin, à la différence des jeux précédents dans la série, il y a seulement cinq armes à obtenir par opposition aux huit traditionnels ; Compass Man ne fournit pas d'arme lorsqu'il est vaincu.
Le système Bolt revient également, permettant à l'un ou l'autre personnage d'acheter des objets à utiliser pendant le jeu. Chaque personnage a accès à des objets universels comme des vies supplémentaires et des objets exclusifs permettant à Mega Man d'invoquer les personnages de la série nommés Rush, Eddie, Tango et Beat, alors que Bass peut invoquer Gospel (connu sous le nom Treble en Occident) et Reggae (un oiseau), un robot apparut la dernière fois dans le jeu Famicom Wily & Right no RockBoard: That's Paradise datant de 1993.

## Accueil
Rockman and Forte: Mirai kara no Chōsensha n'est pas bien accueilli par la presse spécialisée. Jeremy Parrish du site 1UP.com évoque même le pire jeu de la série Mega Man.

## Postérité
Un fan a traduit le jeu du japonais vers l'anglais.